# Marketingplan
Bei einem Marketingplan handelt es sich um ein meist schriftliches Dokument, aus dem hervorgeht, wie das Unternehmen die derzeitige Marktsituation und deren weitere Entwicklung einschätzt, welche Ziele es verfolgt, und mit welchen Strategien und Marketinginstrumenten es die Ziele erreichen will. Hinzu kommen Kennzahlen zur Fortschritts- und Erfolgskontrolle sowie Vorschläge zur Reaktion auf (unvermeidbare) Abweichungen der tatsächlichen von der geplanten Entwicklung. Ein Marketingplan wird in der Regel für ein Produkt, eine Produktgruppe, eine strategische Geschäftseinheit oder für das gesamte Unternehmen erstellt. Ein Marketingplan ist die Grundlage für einen Businessplan, der die Planung unterstützender Funktionen beinhaltet. Dazu gehören zum Beispiel der Produktions-, Finanz-, Personal- und Beschaffungsplan sowie die Planung der Forschung und Entwicklung und der Innovationen.

## Bedeutung und Einsatzgebiete
Die wichtigsten Einsatzgebiete und Anlässe zur Erstellung eines Marketingplans lassen sich nach Waldemar Pelz wie folgt zusammenfassen:
- Investition: Für die Einführung neuer oder verbesserter Produkte bzw. Dienstleistungen sowie bei Investitionsentscheidungen sind zum Teil erhebliche finanzielle Mittel erforderlich. In diesen Fällen müssen die verantwortlichen Personen in der Regel ein Gremium von Experten davon überzeugen, dass diese Investitionen sinnvoll (rentabel) sind – die investierten Finanzmittel mit einem bestimmten Überschuss (Gewinn) zurück fließen. Der Marketingplan ist in solchen Fällen die wichtigste Diskussionsgrundlage zur kritischen Überprüfung der Annahmen über Rahmenbedingungen, Trends und das voraussichtliche Kaufverhalten der potentiellen Kunden.
- Verantwortung: Sobald ein Mitarbeiter im Rahmen seiner beruflichen Entwicklung die Verantwortung für ein Produkt, eine Produktgruppe oder eine Geschäftseinheit übernimmt, muss er seinen Beitrag zum langfristigen Unternehmenserfolg nachweisen und zeigen, dass er verantwortungsvoll mit Vermögensgegenständen oder finanziellen und personellen Ressourcen umgehen kann. Dazu benötigt er in der Regel einen Marketingplan.
- Qualifikationserwerb: Etwa zwei Drittel aller Führungskräfte in der Deutschen Wirtschaft haben eine technische oder naturwissenschaftliche Ausbildung. Sobald sie sich für die Übernahme von Managementaufgaben qualifizieren wollen, benötigen sie betriebswirtschaftliche Grundkenntnisse, und dazu gehört ein Marketingplan zur Anwendung dieser Kenntnisse (siehe auch Managementkompetenz).
- Leistungsbeurteilung: Die meisten größeren Unternehmen sind nach strategischen Geschäftseinheiten organisiert. Die Leistung der verantwortlichen Mitarbeiter wird in der Regel am wirtschaftlichen Erfolg gemessen, und dazu bedarf es einer professionellen Planung. Dabei ist der Marketingplan das Herzstück des Businessplans. Erfolg bedeutet in diesem Zusammenhang, dass die Verantwortlichen nicht nur Kosten verursachen, sondern auch für Einnahmen sorgen können.
- Zielvereinbarung: Der Marketingplan oder Elemente davon sind Grundlage von Zielvereinbarungen auf nahezu allen Hierarchieebenen (zum Beispiel Vereinbarung von Marketingzielen). Und die Fähigkeit einer Führungskraft, Ziele in messbare Resultate umzusetzen, ist eine der wichtigsten Voraussetzungen für den beruflichen Erfolg (siehe auch Umsetzungskompetenz).
- Existenzgründung: Bei der Gründung eines Unternehmens wollen die Investoren, Banken oder Fördereinrichtungen von der Sinnhaftigkeit und den Erfolgsaussichten der Geschäftsidee überzeugt werden. Auch dazu benötigt man einen Marketingplan als Kern des Businessplans (Geschäftsplans).

Den Aufbau eines Marketingplans und den Prozess der Erstellung soll die nebenstehende Grafik als Überblick zusammenfassend veranschaulichen. 

Abbildung: Prozess der Erstellung eines Marketingplans

## Aufbau eines Marketingplans
Nach Auswertung der relevanten Fachliteratur besteht ein Marketingplan aus den folgenden Bestandteilen:
1. Strategische Analyse,
2. Festlegung qualitativer und quantitativer Ziele,
3. Auswahl geeigneter Strategien zur Zielerreichung,
4. Budgetierung der operativen Umsetzung mit dem Marketing-Mix und
5. Erfolgskontrolle des Fortschritts, der Ergebnisse und Meilensteine.

Am Anfang des Marketingplans steht in der Regel eine Zusammenfassung (Management Summary) der fünf Elemente. Diese werden nachfolgend näher erläutert.

### Strategische Analyse
Der Marketingplan beginnt mit der strategischen Analyse. Sie besteht aus der Markt-, Kunden- und Wettbewerbsanalyse. Die Marktanalyse gibt Auskunft über das Marktpotential (den möglichen, in Zukunft zu erwartenden Bedarf in Mengen- und Werteinheiten), das Marktvolumen (die tatsächlich verkaufte Menge bei gegebenen Preisen, die Marktanteile der wichtigsten Anbieter und die Prognose des weiteren Marktwachstums). Die Kundenanalyse beginnt mit einer möglichst präzisen Definition der Zielgruppen, ihrer Kaufgewohnheiten, Bedürfnisse und Erwartungen. Bei den Kunden kann es sich um Endverbraucher (Konsumenten) oder andere Unternehmen handeln. Wichtige Daten der Kundenanalyse sind Kundenzufriedenheit und -loyalität, Einstellungen, Kaufmotive und Erwartungen über die Art der Beziehung zum Anbieter. Bei der Wettbewerbsanalyse geht es in erster Linie um die Einschätzung der wichtigsten Ziele, Stärken und Schwächen relevanter Konkurrenten, weil man nur auf diese Weise anzustrebende Wettbewerbsvorteile im Rahmen der Strategieplanung formulieren kann. Es geht um die Kernfrage: Was müssen wir besser machen, um in der Wahrnehmung der Zielgruppe ein bevorzugter Anbieter zu werden. Die Ergebnisse einer Wettbewerbsanalyse kann man in einem sogenannten Stärken-Schwächen-Profil darstellen. Ein weit verbreitetes Instrument hierzu ist die SWOT-Analyse.

### Zielsetzung
Die Zielsetzung setzt bestimmte Kennzahlen voraus. Typische Ziele sind zum Beispiel Umsatzwachstum, Marktanteil oder Rendite (finanzielle Ziele). Bei diesen Kennzahlen handelt es sich um sogenannte Spätindikatoren. Das Problem dabei: Wenn beispielsweise der Umsatz bereits sinkt, sind Gegenmaßnahmen kaum noch möglich und erfordern in der Regel große menschliche und finanzielle Anstrengungen. Es gilt der Grundsatz, wonach der heutige Umsatz das Resultat von Entscheidungen (oder Unterlassungen) ist, die vor drei bis fünf Jahren getroffen wurden. Mit anderen Worten: Was man strategisch versäumt hat, kann man operativ meist nicht mehr heilen. Deswegen hat sich in den vergangenen Jahren der Schwerpunkt auf Kennzahlen verlagert, die als Frühindikatoren dienen können. Beispiele für solche Frühindikatoren sind Kundenzufriedenheit, Innovationsfähigkeit, Kundenorientierung der Organisation, Engagement und Zufriedenheit der Mitarbeiter, Gewinnung von Neukunden oder Image des Unternehmens (markt- und kundenbezogene Ziele). Bei der Festlegung von Zielen ist das sogenannte SMART-Prinzip besonders wichtig: S steht für specific, M für measurable, A für attainable, R für realistic und T für time bound. Ziele sollen also spezifisch, messbar, erreichbar, ambitioniert und zeitbezogen formuliert sein. Folglich enthält der Marketingplan kurz- und langfristige sowie qualitative und quantitative Ziele. Alle Ziele müssen aufeinander abgestimmt sein und dürfen sich möglichst nicht widersprechen.

### Strategiewahl
Eine Strategie kann man definieren als ein Bündel von Maßnahmen, die geeignet erscheinen von A (Ist-Zustand) nach B (Soll-Zustand) zu gelangen, also Ziele zu realisieren. Strategien kann man im Wesentlichen in vier Gruppen gliedern: Wettbewerbs-, Positionierungs-, Portfolio- und Innovationsstrategien. Wettbewerbsstrategien geben Antwort auf die Frage: Wie können die Verantwortlichen für den Marketingplan einen Wettbewerbsvorteil erzielen? Dabei unterscheidet man nach Robert S. Kaplan und David Norton im Wesentlichen drei Quellen von Wettbewerbsvorteilen: überlegene (attraktive) Produkte, überlegene (effiziente) Abläufe oder überlegene Kundenbeziehungen (Bindung und Vertrauen). Nach dem Modell von Michael Porter kann man Wettbewerbsvorteile durch Fokussierung auf Qualität und Service (Differenzierung), durch einen Preisvorteil (Kostenführerschaft) oder durch Spezialisierung auf Marktnischen erlangen. Durch eine Positionierungsstrategie gestaltet ein Unternehmen sein Angebot in einer Weise, dass es im Bewusstsein der Zielkunden einen besonderen, geschätzten und von Wettbewerbern abgesetzten Platz einnimmt. Portfolio-Strategien (Portfolioanalyse) sollen dabei helfen, das Produktsortiment so zu planen, dass das Unternehmen möglichst viele renditestarke Produkte auf wachsenden, attraktiven Märkten hat.

### Strategieumsetzung mit dem Marketing-Mix
Die Umsetzung der Strategie erfordert in der Regel umfangreiche personelle und finanzielle Ressourcen. Diese werden im Rahmen des Marketing-Budgets geplant. Dabei geht es um die zentrale Frage, wie man das Marketing-Budget auf die Marketinginstrumente aufteilen muss und welchen Beitrag diese Instrumente (Produkt-, Preis-, Kommunikations- und Distributionspolitik) zur effizienten Zielerreichung leisten sollen. Eine wesentliche Aufgabe der Produkt- und Preispolitik ist es, das Preis-Leistungs-Verhältnis so festzulegen, dass es in den Augen der Kunden attraktiv erscheint. Aufgabe der Kommunikationspolitik ist es, die Kunden über das Angebot zu informieren und sie zum Kauf zu bewegen. Im Marketingplan muss man daher festlegen, welche Kommunikationsmittel (zum Beispiel Werbung, Persönlicher Verkauf, Public Relations, Verkaufsförderung oder Direktmarketing), in welcher Kombination am besten dazu geeignet sind. Dementsprechend sind die finanziellen Mittel zu planen.

### Erfolgskontrolle
Der Marketingplan endet mit der Erfolgskontrolle (Fortschritt und Wirtschaftlichkeit) vor allem in drei Bereichen. Zum einen muss man regelmäßig prüfen, in welchem Maße die Marketinginstrumente den erwarteten Beitrag zur Umsetzung der Ziele leisten. Nur so kann man korrigierend eingreifen. Zum anderen muss eine Erfolgskontrolle der handelnden Personen (die den Marketingplan umsetzen) erfolgen im Hinblick auf deren Beitrag zum Erfolg des Marketingplans. Nur so kann man die persönlichen Fähigkeiten der betroffenen Fach- und Führungskräfte entwickeln und diese je nach ihren Stärken effizient einsetzen. Bei eventuellen Sanktionen gilt der Grundsatz, dass diese nur dann zum Zuge kommen sollten, wenn die handelnden Personen auf unternehmerisch unvermeidbare Planabweichungen nicht sorgfältig vorbereitet sind, zumal eine Voraussage der Zukunft nicht möglich ist (Prinzip der vorausschauenden Planung). Beim dritten Bereich sind Kennzahlen über die Rentabilität von Produkten, Märkten, Segmenten, Kunden, Vertriebswegen etc. festzulegen, damit man frühzeitig Verbesserungsmöglichkeiten und Anpassungsnotwendigkeiten ableiten kann (Grundvoraussetzung der Unternehmenssteuerung).

## Beispiel für einen Marketingplan
Als Beispiel für die Anwendung der skizzierten Methodologie sei der Marketingplan der Pindari Boomerang Factory angeführt. Er umfasst 42 Seiten, wovon 3 Seiten auf die Zusammenfassung (Executive Summary) entfallen. Bei der Pindari Boomerang Factory handelt es sich um eine Non-Profit-Organisation zur Herstellung und Vermarktung von Produkten des lokalen Kunsthandwerks aus Region Rockhampton (Queensland, Australien). In diese Region kommen jährlich rund 1,1 Millionen Touristen, davon entfallen 90 Prozent auf Australier und 10 Prozent auf Ausländer (Briten, Deutsche, US-Amerikaner und Neuseeländer). Beispiele für häufig nachgefragte Produkte sind Bumerangs, Schwirrhölzer (Musikinstrument), T-Shirts, Musik-CDs und Didgeridoos. Zweck des Unternehmens ist die Förderung der lokalen Kultur und des Kunsthandwerks und die Schaffung neuer Arbeitsplätze (Vision). Die Rechtsform ist vergleichbar mit einer deutschen Aktiengesellschaft oder Genossenschaft; Anteilseigner sind lokale Ladengeschäfte und Kunsthandwerker.